# Castels
Castels foi uma comuna francesa na região administrativa da Nova Aquitânia, no departamento Dordonha. Estendia-se por uma área de 19,14 km². Em 2010 a comuna tinha 838 habitantes (densidade: 43,8 hab./km²).
Em 1 de janeiro de 2017, passou a formar parte da nova comuna de Castels et Bézenac.